# Okręg Liestal
Okręg Liestal (niem. Bezirk Liestal) – okręg w Szwajcarii, w kantonie Bazylea-Okręg, o pow. ok. 86 km², zamieszkały przez ok. 62 tys. osób. Siedzibą okręgu jest miejscowość Liestal. 

## Podział administracyjny
W skład okręgu wchodzi 14 gmin (Einwohnergemeinde):
1. Arisdorf
2. Augst
3. Bubendorf
4. Frenkendorf
5. Füllinsdorf
6. Giebenach
7. Hersberg
8. Lausen
9. Liestal
10. Lupsingen
11. Pratteln
12. Ramlinsburg
13. Seltisberg
14. Ziefen